# Christians at Work
Christians at Work (caw) ist eine Musik- und Kabarettgruppe, die seit 1985 besteht und in ganz Deutschland musikalisch unterwegs ist.

## Hintergrund
In ihren Konzerten verbinden Christians at Work Chor und Band mit dem Kabarett Notausgang. Stilistisch bewegt sich die Gruppe zwischen Gospel, Soul und Pop.
Als bekannte Solisten sind Bernd-Martin Müller, Thea Eichholz, Kathi Arndt, Eva-Marie Strack sowie die Gruppen Layna, Apeleyla und What Else?! aus dem Chor hervorgegangen.
Die musikalische Leitung der Gruppe haben Katharina Schedlinski und Stefan Wittekind. Das Dirigat wird durch Matthias Wallusch durchgeführt.

## Diskografie
- Endlich (2011)
- Breakthrough (2003)
- If I Had Wings (1998)
- Maximal (1997)
- Christians at Work (1993)
- Aufbruch (1990)
- Das Geschenk (1987)

### Mitwirkung bei Projekten
- Felsenfest: Musikalische Fenster zur Bergpredigt. Konzept von Johannes Nitsch, Christoph Zehendner und Manfred Staiger (1994)